# Wrak

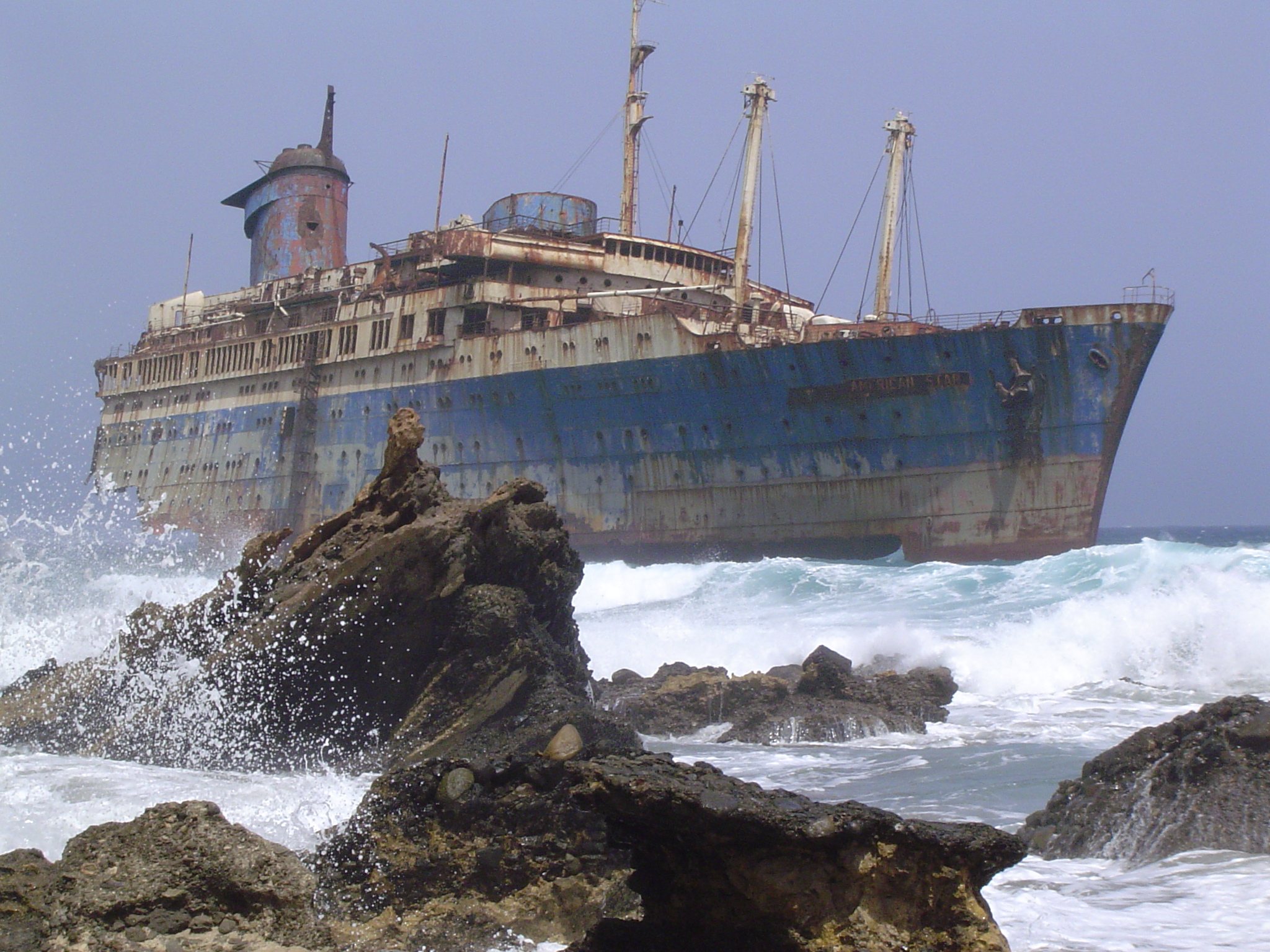
Część dziobowa wraku SS America II widziana z lądu wyspy Fuerteventura

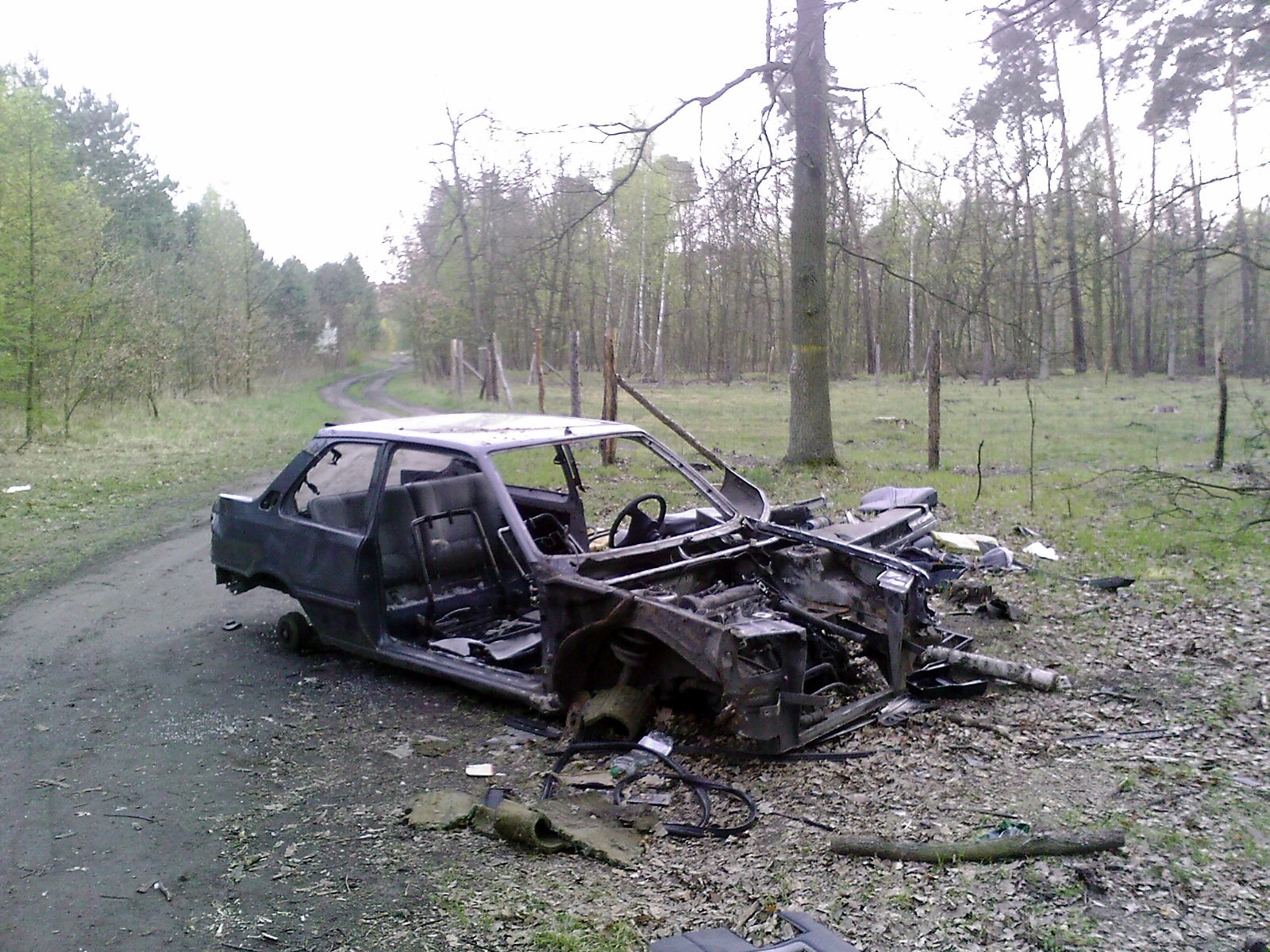
Wrak samochodu marki Peugeot porzucony w podbydgoskim lesie

Wrak – zatopiona lub poważnie uszkodzona jednostka pływająca opuszczona przez załogę. Określenie to używane jest często również w stosunku do zepsutych lub zniszczonych samochodów, samolotów i maszyn. 
Wraki statków częściowo lub całkowicie zatopione na niewielkiej głębokości i utrzymujące się na wodzie lub tuż pod jej powierzchnią np. dzięki ładunkowi o dużym wyporze (drewno, puste beczki itp.), a nieogłoszone jeszcze w księgach locji jako stanowiące zagrożenie dla żeglugi, oznacza się znakiem odosobnione niebezpieczeństwo lub podwójnym znakiem kardynalnym według międzynarodowego systemu oznakowania nawigacyjnego. 
W mowie potocznej i żargonie marynarskim statek zniszczony (wyeksploatowany), stanowiący zagrożenie dla załogi na nim zatrudnionej, tzw. „pływający wrak”, lub statek po poważnej awarii, uszkodzeniu w stanie nienadającym się do dalszej żeglugi.
Wraki statków stały się tłem licznych opowiadań, a ich katastrofy tematami przewodnimi wielu książek i filmów. Wiele wraków stało się obecnie obiektami podwodnej turystyki (nurkowanie komercyjne) do tego stopnia, że istnieją przypadki komercyjnego zatapiania statków w późniejszych celach rekreacyjnych.